# Bonin-Taube
Die Bonin-Taube (Columba versicolor; Syn. Columba kitlitzii ) ist eine ausgestorbene Taubenart aus der Gattung der Feldtauben (Columba). Sie war auf den Bonin-Inseln endemisch.

## Merkmale
Die Bonin-Taube erreichte eine Länge von 45 Zentimetern. Der Rücken war metallisch goldpurpur. Die Unterseite war hellgrau. Der Bürzel war grün. Die Flügeldecken waren heller und mehr glänzend gold. Der Oberkopf war metallisch grün. Am Hinterhals ging die Färbung in ein dunkles Purpur und Grün über. Die Iris war dunkelbraun. Der Schnabel war grünlich gelb. Die Füße waren dunkelrot. 

## Vorkommen und Lebensraum
Die Bonin-Taube kam in Wäldern auf Nakōdo-jima und Chichi-jima in den Bonin-Inseln vor.

## Lebensweise
Als Heinrich von Kittlitz die Art im Jahre 1828 entdeckte, konnte er sie häufig in Vergesellschaftung mit der Veilchentaube (Columba janthina) beobachten. Sie ging einzeln oder paarweise auf Nahrungssuche und ernährte sich von den Früchten von Fächerpalmen.

## Aussterben
Die Hauptursache für das Aussterben der Bonin-Taube war vermutlich Überjagung. Das letzte Exemplar wurde 1889 auf Nakodo-jima geschossen. Es existieren vier Museumsexemplare in der Präfektur Shimane in Japan, im Naturmuseum Senckenberg in Frankfurt am Main, in Sankt Petersburg und im Natural History Museum in London.